# Lita, Cluj

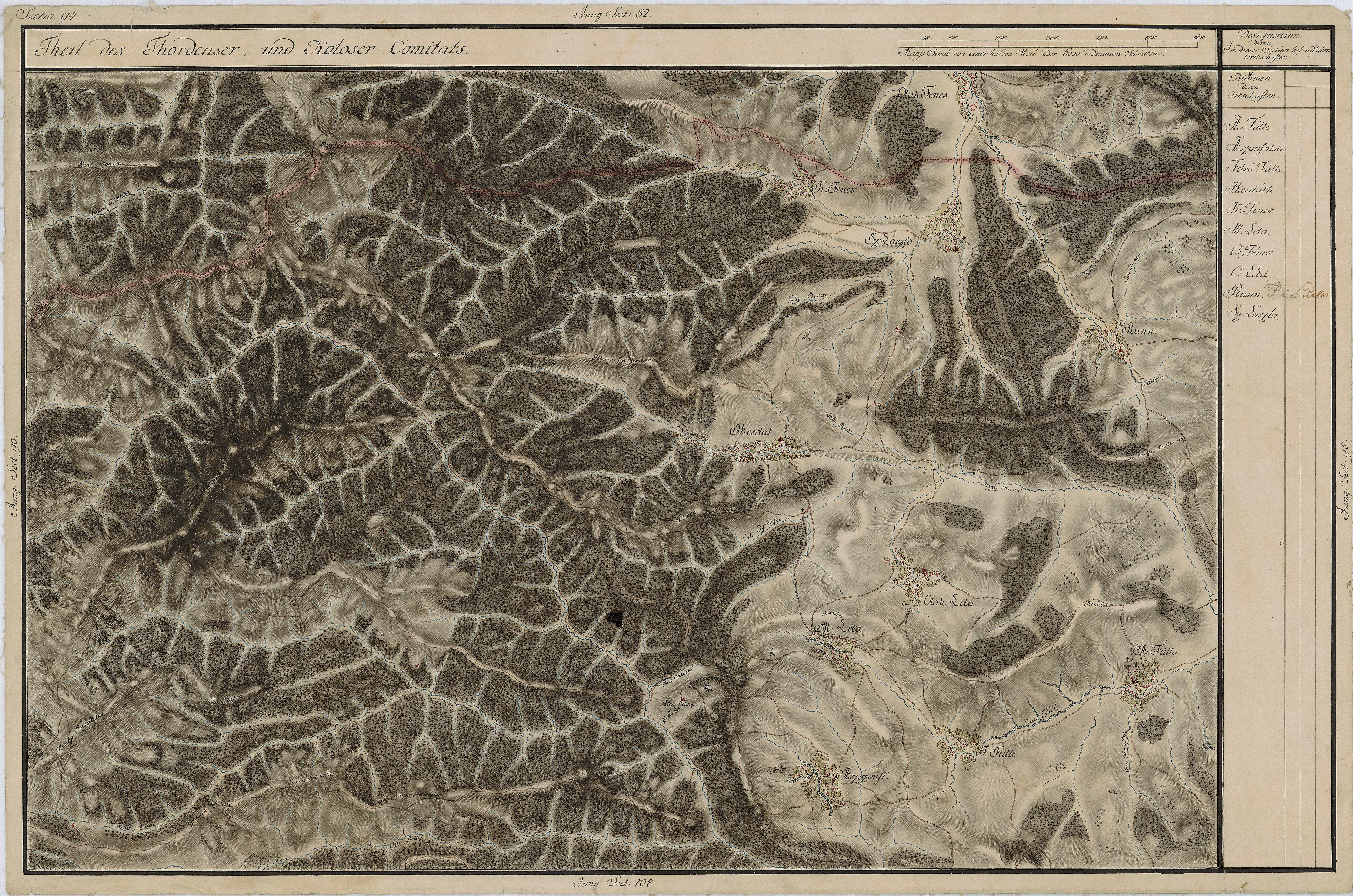
Lita pe Harta Iosefină a Transilvaniei, 1769-1773 (Sectio 094)

Lita (în trecut Lita Română; în maghiară Oláhléta) este un sat în comuna Săvădisla din județul Cluj, Transilvania, România.
Pe Harta Iosefină a Transilvaniei din 1769-1773 (Sectio 094), localitatea apare sub numele de „Olah Léta”. 

## Date geografice
Altitudinea medie: 606 m.

## Obiective turistice
- Cetatea Liteni